# Breitenthal (Hunsrück)
Breitenthal (Hunsrück) ist eine Ortsgemeinde im Landkreis Birkenfeld in Rheinland-Pfalz. Sie gehört zur Verbandsgemeinde Herrstein-Rhaunen.
Die nächsten größeren Orte sind die Gemeinden Herrstein und Rhaunen und die Städte Kirn und Idar-Oberstein.

## Geographie

### Lage
An der Hangseite des Hunsrücks, die gen Südosten zum Nahetal geneigt ist, liegt der Ort im Süden des Idarwalds und im Knie des Hosenbachs. Unweit der Ortsgrenze im Südwesten fällt das Gelände steil zum Fischbachtal hin ab.
Das Gemeindegebiet umfasst einen Höhenbereich von 187 Metern: Der tiefste Punkt befindet sich auf 330 m ü. NHN am Fuß des Schielenbachs (⊙), der höchste Punkt auf 517 m ü. NHN im Sangwald/Jungenwald (⊙).
Angrenzende Gemeinden sind Oberhosenbach, Wickenrodt, Niederhosenbach, Herrstein, Mörschied und Weiden.

### Geologie
Geologisch wird der Raum um Breitenthal durch Tonschiefer (Hunsrückschiefer) stratigraphisch bestimmt. petrographisch besteht er aus Ton- und Siltstein (Schluff) mit geringmächtigen Einschaltungen von Sandstein. Er entstand aus den tonig/sandigen Ablagerungen von großen Flüssen des Old-Red-Kontinents, die in ein tiefes Meer geschwemmt wurden und im höheren Oberdevon und im Unterkarbon zum Meeresboden absanken. Diese Ablagerungen wurden später gefaltet und als Teil des variszischen Gebirges wieder gehoben. Durch den während der Faltung von Südost nach Nordwest gerichteten Druck entstanden die fast aufrecht stehenden Schieferflächen. Damit wurde die für eine spätere wirtschaftliche Nutzung wichtige Aufspaltbarkeit des Schiefers in dünne Platten ermöglicht.
Der Hunsrückschiefer ist oberflächennah von dem Breitenthaler Schielenberg über Bundenbach bis nach Gemünden fossilreich. Die Fossilien im Breitenthaler Schiefer sind zumeist entweder von einer dünnen Pyrit-Schicht überzogen oder als feine Kristalle (<20 µm) ausgebildet. 2014 konnte bei einer geologischen Exkursion ein vollständiges Exemplar des Schlangensterns Furcaster palaeozoicus geborgen werden.
Die äußerste nordwestliche Ecke des Gemeindegebiets im Staatsforst Rhaunen (Sang- und Jungenwald) wird durch einen Taunusquarzitblock eingenommen, mit dem sich der gleichartig aufgebaute westlich gelegene Höhenzug mit Sandkopf, Wildenburger Kopf und Mörschieder Burr fortsetzt (Stratigraphie: Taunusquarzit. Petrographie: Quarzsandstein und quarzitischer Sandstein mit Einschaltungen von Ton- und Siltstein).
Georisiken ergeben sich aus aufgelassenem Bergbau in der Schielenbach. Hierzu gehören bis zur Erdoberfläche durchdringende Senkungen durch unterirdischen Schieferabbau und die Mechanik der Schieferhalden.

### Klimatologie
Der Ort liegt in einer überwiegend maritim geprägten Zone mit einer vorherrschenden Windrichtung aus dem Südwest- bis Nordwestsektor. Die topographisch günstige Lage des größten Teils der Ortschaft in einer leicht nach Osten geneigten Talmulde führt zu einer klimatischen Begünstigung relativ zur Umgebung. Schwüle tritt nur äußerst selten auf.
Durch Lee-Effekte des westlich gelegenen Bergkamms der Wildenburg sowie des nördlich gelegenen Idarwalds sind die Schauer- und Gewitterintensitäten sowie die mittleren und absoluten Windgeschwindigkeiten signifikant niedriger als aus der synoptischen Struktur zu erwarten wäre.
Staueffekte mit anhaltenden Niederschlägen und niedrigen Wolkenuntergrenzen treten zumeist im Vorfeld von Warmfronten auf, solange bei geringer Taupunktdifferenz eine südliche Windrichtung (150° bis 210°) vorherrscht.
Der Ort ist praktisch nebelfrei, lediglich Strahlungsnebel ist gelegentlich zu beobachten, ebenso wie seltene advektive Nebeleinbrüche aus dem Hosenbachtal im Rahmen einer lokalen Zirkulation, die sich bei schwachgradientigen antizyklonalen Wetterlagen (Hochdruckwetterlagen) ausbildet. Bei westlichen Windrichtungen mit geringen Windgeschwindigkeiten kann es gelegentlich zu advektiv induzierter orographischer Nebelbildung auf dem Sattel südlich des Orts (im Bereich des Trainingsplatzes) kommen, wenn die aus der Schielenbach anströmende feuchte Luft nach Hebung kondensiert. Die Ortslage ist hiervon in der Regel nicht betroffen.
Seltene Extremereignisse können sommerliche Wärmegewitter sein, die im Nahetal entstehen und bei einer überlagernden südöstlichen Höhenströmung über das Hosenbachtal nach Breitenthal gelangen. Bedingt durch eine orographisch induzierte Verstärkung von Hebungsprozessen intensivieren sich diese Gewitter, so dass dort ungewöhnlich hohe Niederschlagsmengen innerhalb kurzer Zeit fallen können. Anlässlich eines solchen Ereignisses kam es in den tieferen Lagen des Neubaugebiets zu Wassereinbrüchen in Kellerräume, worauf die Abflussmöglichkeiten von Oberflächenwasser durch die Aufbereitung von Abflussgräben erheblich verbessert wurden.

## Geschichte
Der 1282 als „Breydendale“ erstmals erwähnte, aus einem Hofgut zur Versorgung der herrschaftlichen Familie hervorgegangene Ort bildete zusammen mit dem Nachbardorf Oberhosenbach ein rhein- und wildgräfliches Hochgericht in dem wild- und rheingräflichen Amt Wildenburg. Mit der Versteigerung der herrschaftlichen Güter als Volksbesitz („bien national“) durch die Franzosen an Privatleute konnte sich Breitenthal als eigenes Dorf entwickeln.
Für die Bronzezeit kann nach Bodenfunden eine Besiedlung in der Breitenthaler Gemarkung östlich des Hosenbachs angenommen werden.
Im Bereich der an die Gemarkung Breitenthal grenzenden Flurbezirke Hirtenbösch und im Hardtwald finden sich Siedlungsspuren und Grabanlagen aus der frühen Hallstatt- und der La-Tène-Zeit.
Im Bezirk Battenhofen wurden in unmittelbarer Nähe zu der Römerstraße an mehreren Stellen sichere römische Siedlungsspuren festgestellt.
Der Hof Breitenthal (Breydendale) wurde 1282 in einer Urkunde erwähnt, mit der Konrad von Schmidtburg den Hof seinem Bruder Gottfried von Kyrburg überlässt. 1318 wurde der Dinghof Breidindeil durch den Wildgrafen Friedrich zu Kyrburg dem Trierer Erzbischof Balduin überlassen und zugleich als kurtrierisches Lehen zurückgegeben. Seit 1409 gehört Breitenthal zum Amt Wildenburg; er fiel mit diesem 1515 dem Wild- und Rheingrafen von Kyrburg zu, nach dem Aussterben der Alt-Kyrburger Linie kam er an die Alt-Dhaunische Linie der Wild- und Rheingrafen und nach deren Spaltung in den gemeinsamen Besitz der Wild- und Rheingrafen von Grumbach zu drei Vierteln und der Salm-Salm und Salm-Kyrburg zu je einem Achtel.
Die Wild- und Rheingrafschaft bzw. das frühere Fürstentum Salm-Kyrburg (ab 1743) bestand als reichsunmittelbares Territorium im Oberrheinischen Reichskreis von 1499 bis zum Frieden von Lunéville (1801). Hauptort dieses Landes war Kirn. Nachdem das Fürstentum Salm-Kyrburg 1794/1795 von französischen Revolutionstruppen erobert und 1798 von Frankreich annektiert worden war, trat das Heilige Römische Reich das Land im Frieden von Lunéville an Frankreich ab. Die Fürsten zu Salm-Kyrburg residierten vornehmlich in Paris (siehe hierzu auch: Hôtel de Salm). Dort verlor Friedrich III., Fürst zu Salm-Kyrburg 1794, in den Revolutionswirren unter der Guillotine sein Leben.
Im Dreißigjährigen Krieg wurde die Region nach dem Sieg der Liga über die Protestantische Union bei Wimpfen und Höchst 1620 durch spanische Truppen besetzt und war seitdem stark von Kriegslasten betroffen. Über Breitenthal sind keine Dokumente aus dieser Zeit bekannt. Nach alten Überlieferungen soll im Bereich der Jammereiche an der Gemarkungsgrenze zwischen den Orten Breitenthal und Niederhosenbach eine Anzahl Geflüchteter aus den beiden Orten durch spanische (brabantische) Soldaten umzingelt und in furchtbarer Weise umgebracht worden sein. Dieses Ereignis wurde wiederholt in literarischer Form aufgearbeitet.
Es folgten nach dem Ende des Dreißigjährigen Kriegs lothringische Einfälle und die Reunionskriege mit dem Pfälzischen Erbfolgekrieg des französischen Königs Ludwig XIV. Zur Bekämpfung der lothringischen Truppen schlossen sich die Landesherren der Gegend (die Rheingrafen, der Herzog von Pfalz-Zweibrücken und die Herren von Oberstein) 1651 zu einem Bündnis zusammen und stellten eine angesichts der damals sehr niedrigen Bevölkerungszahl große Truppe von 1700 Mann Infanterie und 300 Mann Kavallerie auf, die unter der Führung des Rheingrafen Johann Ludwig auf der Wildenburg und in Herrstein stationiert wurden. Noch im Dezember 1651 und erneut im Jahre 1652 kam es zu zwei Schlachten in dem Gebiet zwischen Herrstein und der Wildenburg (die dabei zerstört wurde), bei denen die Lothringer besiegt und dann vertrieben werden konnten. Ein Schwerpunkt der Kämpfe war der Höhenrücken zwischen dem Fischbach und Oberwörresbach, der von Breitenthal aus über die Schielenbach einsehbar ist. Erst 1713 mit dem Frieden von Utrecht bekam die Landschaft nach 93 verheerenden Jahren eine Chance zur Regeneration.
Durch die territoriale Zersplitterung waren die wild- und rheingräflichen Gebiete für ihre Zeit sehr rückständig. Bis zur Besetzung durch französische Revolutionstruppen im Jahre 1795 waren die Menschen unfreie Leibeigene und unterlagen der kaum kodifizierten Gerichtsbarkeit der Herrschaft.
Zwischen dem 15. und 17. Dezember 1795 fanden in der Linie von Hennweiler über Wickenrodt nach Asbach, also auch im Bereich Breitenthal, Gefechte zwischen französischen und österreichischen Truppen statt. Die Österreicher unterlagen und zogen sich zurück. Der sponheimische Nachbarort Niederhosenbach wurde wegen seiner Unterstützung der Österreicher von den Franzosen schwer bestraft, Hottenbach am 17. Dezember vollständig geplündert. Am 30. Dezember 1795 wurde ein Waffenstillstand geschlossen, nach dem auch Breitenthal den Franzosen überlassen wurde.
Unter der französischen Verwaltung nach der Eroberung der linksrheinischen Gebiete im Jahre 1795 war Breitenthal eine Commune in der Mairie Hottenbach des Kantons Herrstein des Arrondissements Birkenfeld in dem 1798 eingerichteten Saardepartement in der Ersten Französischen Republik bzw. nach 1804 des Ersten Kaiserreichs Frankreich. Die Einwohner Breitenthals kamen damit aus der Leibeigenschaft, die Wild- und Rheingrafen verloren ihre Privilegien gegenüber den Bauern. Diese durften nun weitgehend ungehindert fischen und jagen, der Zehnt wurde abgeschafft, die Gleichheit vor dem Gesetz und die Siedlungsfreiheit wurden hergestellt. Sie wurden freie französische Staatsbürger mit allen Rechten und Pflichten, nach dem Frieden von Lunéville vom 9. Februar 1801 auch im völkerrechtlichen Sinne. Der Code civil wurde eingeführt. Nachteilig waren die recht hohen Abgaben und die Militärdienstpflicht.
Die französische Episode endete im Januar 1814 mit der Besetzung durch die Truppen Blüchers. Das Gebiet wurde zunächst dem Generalgouvernement Mittelrhein unter preußischer Verwaltung, aber bereits am 16. Juni 1814 der gemeinsamen K.u.K. österreichischen und bayerischen Landesadministrationskommission unterstellt. Ab dem 2. Juni 1815 wurde der Raum um Herrstein auf der Grundlage des 25. Artikels der Schlussakte des Wiener Kongresses durch einen Kreuznacher Vertrag an Preußen gegeben und als Kreis Oberstein verwaltet.
Im Zug der Restauration nach dem Wiener Kongress 1815 hatte Preußen nach dem Artikel 49 der Schlussakte des Wiener Kongresses mehrere kleinere Herrscher mit Gebieten im Saardepartement zu entschädigen. So wurde Breitenthal mit der gesamten Birkenfelder Gegend von Kirnsulzbach im Osten bis Selbach im Westen in das 1817 neu gebildete oldenburgische Fürstentum Birkenfeld (ab 1919 oldenburgischer Landesteil Birkenfeld) eingegliedert. Der Ort gehörte während dieser Zeit zur Bürgermeisterei Herrstein. Breitenthal gelangte durch diese weitgehend willkürliche Grenzziehung (Kriterium für die Bildung des Gebiets war eine Einwohnerzahl von 20.000 Menschen) in eine Randlage. Während Oberhosenbach, Wickenrodt und Weiden ebenfalls oldenburgisch wurden, waren die Nachbargemeinden Sulzbach und Hottenbach preußisches Gebiet. Diese Abgrenzung zwischen den Landkreisen Birkenfeld und Bernkastel Bestand bis zur kommunalen rheinland-pfälzischen Verwaltungsreform von 1969 und trennte die Verbandsgemeinden Herrstein und Rhaunen.
Breitenthal hatte im Ersten Weltkrieg 17 Tote und Vermisste zu beklagen, die fast alle bei den Kämpfen an der Westfront in Flandern, der Picardie, der Champagne und an der Maas um Verdun umkamen. Ein Soldat war im Infanterie-Regiment „Hessen-Homburg“ Nr. 166 an die Ostfront verlegt worden und verstarb im Festungs-Hilfslazarett 3, Königsberg (Preußen).
Die Region kam nach dem Ersten Weltkrieg unter französische Verwaltung. Am 30. Juni 1930 verließen die letzten französischen Truppen das Rheinland, damit endete die Besatzungszeit.
In dem nationalsozialistischen Groß-Hamburg-Gesetz vom 1. April 1937 wurde mit § 8 (1) festgelegt, dass der oldenburgische Landesteil Birkenfeld auf das Land Preußen überging und einen Landkreis der Rheinprovinz bildete. Damit wurde Breitenthal zum 26. Oktober 1937 preußisch.
Aus Breitenthal sind im Zweiten Weltkrieg acht Männer gefallen und sechs vermisst.
In Breitenthal waren fünf Zwangsarbeiter (damals als Fremdarbeiter bezeichnet) aus der Ukraine, Frankreich und Belgien eingesetzt.
Menschen aus den von Bombardements betroffenen evakuierten Städten Köln und Koblenz waren insbesondere zum Kriegsende in Breitenthal vorübergehend untergebracht.
In Breitenthal fanden keine Kampfhandlungen statt. Im Winter 1944/1945 wurde bei einem Jagdbomberangriff auf ein Pferdefuhrwerk eines Breitenthaler Landwirts ein Pferd getötet. Bei einzelnen Scharmützeln mit den heranrückenden amerikanischen Truppen wurden in Ortsnähe zwei deutsche Soldaten getötet.
Der Zweite Weltkrieg endete in Breitenthal am Nachmittag des 18. März 1945 mit der kampflosen Übergabe des Orts an Truppen der 41st Cavalry Reconnaissance Squadron bzw. des bei Oberhosenbach zur Feuerunterstützung in Stellung gegangenen 492nd Armored Field Artillery Battalion des Combat Command B der 11th Armored Division “Thunderbolt” der US-Armee. Die Feuerunterstützung richtete sich gegen deutsche Infanterie, Fahrzeugkolonnen und Luftabwehrstellungen. Dabei wurden 5 deutsche Fahrzeuge zerstört, 15 Gefangene gemacht und ein deutscher Soldat getötet.
Breitenthal bewahrte zunächst seine ländliche landwirtschaftliche Struktur. Mit zunehmender Industrialisierung wurde die Landwirtschaft nur noch im Nebenerwerb betrieben und zum Ende des 20. Jahrhunderts auf zwei Vollerwerbslandwirte reduziert. Der Ort expandierte, doch hat sich trotz einer Verdoppelung der Wohngebäude und des Baus von drei Mehrfamilienhäusern die Zahl der Einwohner kaum verändert.

### Bevölkerungsentwicklung
Entwicklung der Einwohnerzahl (31. Dezember):

Einwohnerentwicklung von Breitenthal von 1799 bis 2021 nach nebenstehender Tabelle

| Jahr | Einwohner |
| ---- | --------- |
| 1799 | 144       |
| 1815 | 169       |
| 1832 | 225       |
| 1835 | 223       |
| 1845 | 223       |
| 1855 | 225       |
| 1871 | 210       |
| 1905 | 227       |
| 1910 | 225       |
| 1939 | 220       |

| Jahr | Einwohner |
| ---- | --------- |
| 1950 | 216       |
| 1954 | 233       |
| 1961 | 246       |
| 1965 | 261       |
| 1970 | 262       |
| 1975 | 253       |
| 1980 | 282       |
| 1985 | 294       |
| 1990 | 310       |
| 1995 | 331       |

| Jahr | Einwohner |
| ---- | --------- |
| 2000 | 333       |
| 2005 | 333       |
| 2010 | 325       |
| 2015 | 310       |
| 2020 | 316       |
| 2021 | 332       |
| 2022 | 330       |

## Politik

### Gemeinderat
Der Gemeinderat in Breitenthal besteht aus acht Ratsmitgliedern, die bei der Kommunalwahl am 9. Juni 2024 in einer Mehrheitswahl gewählt wurden, und dem direkt gewählten ehrenamtlichen Ortsbürgermeister als Vorsitzendem.

### Bürgermeister
Ulrich Peter wurde am 1. Juli 2019 Ortsbürgermeister von Breitenthal. Bei der Direktwahl am 26. Mai 2019 war er mit einem Stimmenanteil von 51,24 % gewählt worden. Bei der Direktwahl am 9. Juni 2024 wurde er als einziger Bewerber mit 83,5 % der Stimmen für weitere fünf Jahre in seinem Amt bestätigt.
Peters Vorgänger als Ortsbürgermeister, Wolfgang Diel, war 2019 nicht erneut angetreten.

### Wappen
Das Wappen der Ortsgemeinde Breitenthal wurde am 18. Mai 1962 durch das Ministerium des Innern des Landes Rheinland-Pfalz genehmigt.
Blasonierung: Es zeigt in schräggestelltem Schild vorne in Blau zwei silberne Spitzen mit breitem Zwischenraum, hinten ein blaubewehrter und -gezungter roter Löwe in Gold. Der vordere Schildteil verweist redend auf den Ortsnamen, der hintere Schildteil auf die ehemalige Zugehörigkeit zur Wild- und Rheingrafschaft.

### Gemeindepartnerschaften
Es bestehen keine offiziellen Partnerschaften. Inoffiziell werden Kontakte nach Breitenthal in Schwaben gepflegt.

## Wirtschaft und Infrastruktur

### Wirtschaft
Bis zum Ende des 19. Jahrhunderts wurde grob bearbeiteter Schiefer als Baumaterial für Gebäude verwendet, der sich wegen des geringen Verarbeitungsgrads trotz der problematischen geologischen Struktur des Hunsrückschiefers oberirdisch abbauen ließ. Mit dem 1824 durch die oldenburgische Landesregierung erlassenen Verbot von Strohdächern entstand plötzlich der Bedarf an einem nicht brennbaren Material zum Eindecken der Dächer. Die hierzu verwendeten dünnen Schieferplatten konnten wegen der schwierigen Verarbeitung des Schiefers nur im Untertagebau gewonnen werden.
Bis Anfang der 1960er Jahre wurde in dem südwestlich gelegenen Schielenbach Schiefer von guter Qualität abgebaut und verarbeitet.
Die Abbaurechte wurden durch die Gemeinde als Pachtvertrag zumeist an Breitenthaler Bürger vergeben. Zahlreiche Breitenthaler fanden dort – oft im Nebenerwerb – ein Zubrot, wobei die Arbeitsbedingungen nach heutigen Maßstäben sehr ungünstig waren. Bedingt durch geologische Besonderheiten musste der Schieferabbau im Untertagebau erfolgen: Da die Schiefer im Raum Breitenthal steil aufrecht stehen und nur ein geringer Teil technisch verwert- und abbaubar war, mussten diese abbauwürdigen Lager in den Berg hinein verfolgt werden. Im Bereich der Schielenbach sind noch zahlreiche Mundlöcher vorhanden, die zu einer einzigen Anlage gehören. Eine sinnvolle Verarbeitung des gewonnenen Materials war nur dann möglich, wenn es bergfeucht war. Daher musste die Endverarbeitung vor Ort erfolgen, wovon noch heute die großen Abraumhalden in dem Abbaugebiet der Schielenbach zeugen.

### Verkehr
Breitenthal wird von der Landesstraße L 180 durchquert, die im Ort die Kreisstraße K 23 aus Wickenrodt und die K 26 aus Niederhosenbach aufnimmt.
Der Südabschnitt der geplanten Hunsrückspange soll aus dem Fischbachtal heraus durch Schielenbach über die Breitenthaler Gemarkung geführt werden. Dabei ist auf einer Distanz von einem Kilometer ein Höhenunterschied von 120 Metern zu überwinden. Um die Steigung auf maximal 8 Prozent zu begrenzen, sind umfassende Anpassungsmaßnahmen des Geländes geplant. Die Siedlungs- und Verkehrsfläche des Orts liegt derzeit mit 11,2 Prozent um 27 Prozent über dem Durchschnitt der rheinland-pfälzischen Ortsgemeinden gleicher Größenklasse (9,0 Prozent). Dieses Verhältnis wird sich mit der Umsetzung des Projekts weiter verschlechtern. Daher ist diese Trasse Gegenstand kontroverser Diskussionen.
Die Buslinie 346 Idar-Oberstein – Herrstein – Wickenrodt der Omnibusverkehr Rhein-Nahe GmbH (ORN) verbindet den Ort mit dem Mittelzentrum Idar-Oberstein. Für den Transport von Schülern und zu dem Kindergarten in Niederwörresbach werden gesonderte Busse eingesetzt.
Die nächstgelegenen Bahnhöfe befinden sich in Idar-Oberstein und Kirn, von wo aus im Stundentakt die Züge der Nahetalbahn in Richtung Mainz/Frankfurt bzw. Saarbrücken erreicht werden können.
Der Flughafen Frankfurt-Hahn befindet sich in einer Entfernung von 19 Kilometern nördlich von Breitenthal und ist in 20 Minuten zu erreichen.
Lokale, regionale und überregionale Radwege wie der Nahe-Hunsrück-Mosel-Radweg und Wanderwege wie der Sirona-Weg sowie die Traumschleife Mittelalterpfad des Saar-Hunsrück-Steigs führen durch den Ort oder in unmittelbarer Nähe daran vorbei.

### Ansässige Unternehmen
In Breitenthal sind zwei landwirtschaftliche Betriebe im Vollerwerb. Einer der Betriebe ist auf Schweinezucht und -mast spezialisiert.
In Breitenthal sind sechs gewerbliche Unternehmen ansässig.

### Basisversorgung
2022 wurde ein Dorfladen eröffnet, in dem überwiegend landwirtschaftliche Produkte aus dem Ort und der Region verkauft werden. Ein Selbstbedienungsautomat mit Lebensmitteln komplettiert das Angebot.
Breitenthal wird regelmäßig von mobilen Verkaufsstellen (Bäcker, Metzger) angefahren. Die Kreissparkasse Birkenfeld unterhält eine mobile Bankfiliale, die Breitenthal wöchentlich anfährt.
Die ärztliche Versorgung ist durch zwei Allgemeinärzte und einen Zahnarzt im Nachbarort Herrstein sichergestellt. Das nächstgelegene Krankenhaus ist in Idar-Oberstein.
Breitenthal verfügt über eine Internetanbindung mit Glasfaserkabel, die bis zu 100.000 kbit/s Downstream und bis zu 5 Mbit/sec Upstream (Netzwerk) zulässt.

### Öffentliche Einrichtungen
Das am 19. Oktober 1957 eingeweihte Dorfschulgebäude wurde nach der Einrichtung der Regionalen Schule Herrstein in ein Dorfgemeinschaftshaus umgewandelt. Neben einem Gastraum verfügt das Gebäude über einen weiteren kleinen Aufenthaltsraum im Keller (Jugoslawen-Raum, eine Bezeichnung, die sich einbürgerte, nachdem dort eine Zeit lang eine Gruppe jugoslawischer Waldarbeiter untergebracht war), der überwiegend als Jugendraum und Treffpunkt des TuS Breitenthal genutzt wird, sowie Dusch- und Umkleideräume. Im Dachgeschoss befindet sich ein weiterer Turn- und Übungsraum sowie ein kleiner Kirchenraum, in dem Gottesdienste der evangelischen Kirchengemeinde Wickenrodt stattfinden.
Der Gemeindefriedhof mit der 1966 erbauten Leichenhalle befindet sich am südöstlichen Ortsrand an der K 26 nach Niederhosenbach.
Der TuS Breitenthal/Oberhosenbach verfügt über einen Rasensportplatz am Ortsausgang in Richtung Oberhosenbach, bereits auf der Gemarkung Oberhosenbach. Nahebei ist ein kleiner Spielplatz sowie ein Bolzplatz. Südlich des Orts am Weg zur Jammereiche befindet sich auf einer Wiese ein mit Flutlichtanlage ausgestatteter Übungsplatz, der den Fußballmannschaften des TuS Breitenthal/Oberhosenbach als Trainingsplatz dient. Die DSG Breitenthal ’95 verfügt in Breitenthal über keine Sportanlagen.

### Entwicklung des Gemeindegebiets
Die Gesamtfläche der Ortsgemeinde Breitenthal beträgt 368 Hektar (3,68 km²) die sich in 44,9 % Waldfläche, 43,3 % landwirtschaftliche Nutzfläche, 11,1 % Siedlungs- und Verkehrsfläche, 0,3 % Wasserfläche und 0,4 % sonstiger Flächen aufteilen.
Primärfunktion des Orts: Wohngemeinde mit Auspendlern.

## Kultur und Sehenswürdigkeiten
Der Breitenthaler Dialekt ist eine Variante des moselländischen Dialekts, die auch als Hunsrückisch bezeichnet wird, nahe der dat-das-Linie auf der nördlichen Seite (dat, wat, et gegenüber das, was, es auf der südlichen Seite). Der Name des Orts wird „Bränel“ ausgesprochen. In einer Kartenaufnahme französischer Geographen von 1737 ist der Ort als „Breneldal“ bezeichnet.
Auf einer Anhöhe südlich des Orts befindet sich eine als Jammereiche bekannte Baumgruppe, an der sich nach Überlieferungen im Dreißigjährigen Krieg schreckliche Szenen abgespielt haben sollen. Der daneben liegende Niederwald wurde in jüngster Zeit vollständig abgeholzt, so dass die Baumgruppe nun frei steht und eine markante Landmarke darstellt.
Siehe auch: Liste der Kulturdenkmäler in Breitenthal

### Vereine
Die DSG Breitenthal ’95 e. V. ist der erste von mittlerweile drei selbständigen Frauenfußball-Vereinen in Rheinland-Pfalz. Der Verein spielt in der Verbandsliga Südwest mit der ersten und in der Landesliga Nahe mit der zweiten Mannschaft.
Der Turn- und Sportverein TuS Breitenthal / Oberhosenbach ist ein universeller Sportverein mit einem breiten Angebot an Aktivitäten. Die erste Mannschaft der Fußball-Abteilung spielt in der Saison 2023/2024 in der B-Klasse Birkenfeld 1.
Die Singgemeinschaft Breitenthal ist ein gemischter Chor und Nachfolger des 1892 gegründeten Männergesangvereins Breitenthal, der sich nach 1919 zu einem gemischten Chor entwickelte. Mit dem Ende des Zweiten Weltkriegs kam der Chorgesang in Breitenthal zum Erliegen. Es bildete sich zunächst ein Frauenchor, der überwiegend bei Beerdigungen sang. Erst Ende 1955 kam es zu der Neuauflage eines gemischten Chors unter der Bezeichnung Singgemeinschaft. Der Chor der Singgemeinschaft ist derzeit (2019) nicht aktiv.
Der Förderverein der Freiwilligen Feuerwehr Breitenthal gründete sich nach der Neustrukturierung des Feuerwehrwesens innerhalb der Verbandsgemeinde Herrstein. Im Jahre 2000 trat ein neues Feuerwehrkonzept in Kraft, das der demographischen Entwicklung und den Veränderungen der Erwerbsstrukturen in den Gemeinden Rechnung trug. Die örtlichen Feuerwehren wurden in Ausrückebereiche zusammengefasst, wobei jede örtliche Feuerwehr als eigenständige Feuerwehr bestehen blieb. Damit sollte sichergestellt werden, dass speziell tagsüber genügend Einsatzpersonal zur Verfügung steht, um nach der Feuerwehrverordnung die festgelegte Einsatzgrundzeit von acht Minuten einhalten zu können. Der Förderverein der Freiwilligen Feuerwehr unterstützt die örtliche Feuerwehr Breitenthal personell und materiell.

### Bauwerke
Die gewachsene Ortslage ist der Bereich entlang der Oldenburger Straße. Hier und unmittelbar angrenzend in einigen Nebenstraßen befinden sich die landwirtschaftlichen Anwesen, die früher den Charakter des Orts bestimmten.
Breitenthal ist, so weit es nicht die Neubaugebiete betrifft, wie viele Gemeinden der Region ein Ort mit einer mehr oder weniger unregelmäßigen Anordnung von (ehemals) landwirtschaftlichen Gebäuden entlang der Hauptstraße (hier: Oldenburger Straße) ohne erkennbaren Ortsmittelpunkt. Dabei überwiegt – selbst noch bei landwirtschaftlich geprägten Neubauten aus den 1950er Jahren – das für den Hunsrück typische traufständige Quereinhaus. Die markanten, auch kulturhistorisch interessanten und aufwändigeren Bauten im Dorf sind alle als Streugehöfte ausgeführt, woraus auch Rückschlüsse auf die früheren Vermögen und die soziale Stellung der Erbauer gezogen werden können. Die Neubaugebiete sind strukturiert und in zeitgenössischer Bauweise angelegt.
In Breitenthal ist nur wenig alte Bausubstanz erhalten. Von kulturhistorischer Bedeutung ist das Anwesen Oldenburger Straße 9, wo in einem umfangreichen Hofkomplex mit einem freistehenden Wohnhaus und einem hakenförmig um das Wohngebäude (datiert „1856“) angeordneten Wirtschaftstrakt einer der nördlichsten Vertreter dieser dort selten auftretenden Bauform steht. Besonders bemerkenswert sind dort die tragenden Sandsteinsäulen an den straßenseitigen Wirtschaftsgebäuden.
Das älteste Gebäude im Ort ist ein Streuhof in der Oldenburger Straße Nr. 10, das über der Tür mit „1832“ datiert ist, dessen Kern jedoch bis in das 17. Jahrhundert zurückreicht. Die Besitzerfolge ist bis 1660 nachweisbar. Die klassizistische Haustür mit bleiversprosstem Fenster und gebogenen Scheiben sowie alten Schlössern wurde bei einer Renovierung in den 1990er Jahren entfernt. Das alte, 1840 im Rahmen des oldenburgischen Schulbau-Programms erbaute Schulhaus, in dessen Obergeschoss sich die Unterrichtsräume befanden, wurde 2011 zu einer kleinen Schankwirtschaft umgebaut und nach dem Baujahr „Anno 1840“ benannt, nachdem es viele Jahre in einem sehr schlechten baulichen Zustand war und leer gestanden hatte.
Neubaugebiete wurden in den 1950er Jahren am nördlichen Ortsrand sowie in den 1970er Jahren am nordwestlichen Ortsrand ausgewiesen. Wie geplant, wurde das neuere Baugebiet vor wenigen Jahren um die Bauplätze westlich der Waldstraße und entlang der Straße Im Forstgarten erweitert. In jüngster Zeit werden verstärkt Baulücken in der alten Ortslage geschlossen, um einer durch die demografische Entwicklung bedingten Verödung des ursprünglichen Ortsbereichs vorzubeugen.
Im Gegensatz zu anderen Orten der Region ist Breitenthal nur im geringen Umfang von Leerständen oder nicht mehr bewirtschafteten Gebäuden betroffen.

### Regelmäßige Veranstaltungen
Als gemeinsame Veranstaltung der örtlichen Vereine findet ein Fastnachtsball mit Vorträgen und tänzerischen Einlagen statt. Die Inszenierung des TuS, das Männerballett der Freiwilligen Feuerwehr oder die allzeit gut informierten Hexen sind fester Bestandteil jeder Sitzung.
Das Sportfest des TuS Breitenthal/Oberhosenbach findet jährlich an vier Tagen Ende Mai/Anfang Juni statt. Als eines der ersten großen Dorffeste eines Jahres in der Region ist insbesondere der mit zugkräftigen Musikbands besetzte Samstagabend ein Publikumsmagnet.
In unregelmäßigen Abständen findet die Leckschmier-Kirb statt, bei der die in großen Kesseln über offenem Feuer selbst gekochte Leckschmier nebst selbst gebackenem Sauerteigbrot vermarktet wird.
Die Quetsche-Kirb war eine Veranstaltung des ehemaligen Gasthauses Braun (Zur Post), bei der zahlreiche frisch gebackene Zwetschgenkuchen zumeist mit Kirner Bier oder vereinzelt mit Kaffee verzehrt wurden.
Die Theatergruppe der Singgemeinschaft führt in unregelmäßigen Abständen zumeist in der Osterzeit ein volkstümliches Theaterstück auf, das häufig inhaltlich und sprachlich an Breitenthal adaptiert ist. Veranstaltungsort war ursprünglich der Saal mit Bühne im Gasthaus Braun. Nachdem dieses am 1. März 2012 geschlossen wurde, findet die Aufführung im Dorfgemeinschaftshaus statt.

## Söhne und Töchter der Gemeinde
- Wolfgang Friedt (* 1946), Professor für Pflanzenzüchtung an der Universität Gießen

## Trivia
1883 kam es in Breitenthal nach dem Verzehr eines erkrankten Tiers zu einer Milzbrand-Epidemie, die drei Todesopfer forderte. Über das Ereignis wurde in den überregionalen deutschen Zeitungen und der internationalen Fachpresse berichtet.
Der Hunsrücker Räuber Johannes Bückler, genannt „Schinderhannes“, wurde einer Straftat in Breitenthal verdächtigt. In seinem 565 Fragen umfassenden Verhör wurde er in Frage 297 gefragt, ob er „auch nichts von einem Diebstahl von Bienenkörben, der im Monat Vendémiaire letzthin, dem Philipp Dörr von Breitenthal, in seinem an sein Haus stossenden Garten geschehen“ wisse. Schinderhannes bejahte.
Charakteristisch für die Region und den Ort sind die Hausnamen für ältere Gebäude und Mitglieder lange ansässiger Familien.
Überliefertes Brauchtum ist das „Maije“, bei dem sich die Frauen des Orts einmal monatlich zum Austausch der Dorfneuigkeiten bei anregenden Getränken und einem kleinen Imbiss treffen. Treffpunkt ist im turnusmäßigen Wechsel jeweils die Wohnung einer der Teilnehmerinnen.